# Zwalisty Przechód
Zwalisty Przechód (słow. Westerovo sedlo) – przełęcz znajdująca się na wysokości ok. 2280 m n.p.m. w masywie Granatów Wielickich w słowackiej części Tatr Wysokich. Jest to szerokie, mocno wcięte siodło, położone mniej więcej w połowie wysokości prawego filara południowo-zachodniej ściany Zwalistej Turni.
W filarze Zwalistej Turni ponad Zwalistym Przechodem tkwi Zwodna Baszta (Zvodná bašta), opadająca na przełęcz ciemną urwistą ścianą. Od drugiej, południowo-zachodniej strony nad przełęczą wznosi się Zwalista Baszta (Westerova stena).
Przez Zwalisty Przechód przechodzi system trawiastych zachodów zwany Granacką Ławką, który biegnie w poprzek południowo-zachodnich stoków Granatów Wielickich opadających w kierunku Doliny Wielickiej. Oddziela ona Granackie Baszty, do których zaliczana jest Zwalista Baszta, od wyższych Granackich Turni wznoszących się w grani, którą wysyła na południowy wschód Staroleśny Szczyt. Zwalisty Przechód jest ostatnią z wybitnych przełęczy Granackiej Ławki, która kieruje się dalej na północny zachód w kierunku Polskiego Grzebienia.
Na południowy wschód od Zwalistego Przechodu położony jest Kwietnikowy Kocioł – górne piętro Kwietnikowego Żlebu.
Siodło jest wyłączone z ruchu turystycznego i nie prowadzą na nie żadne znakowane szlaki turystyczne. Najłatwiejsze drogi, dostępne dla taterników, prowadzą na nią od strony Wyżniego Wielickiego Ogrodu lub od strony Suchej Przehyby do Granackiej Ławki i nią dalej na przełęcz.
Na Zwalisty Przechód już dawno wchodzili myśliwi przy okazji polowań na kozice.
Polska nazwa Zwalistego Przechodu pochodzi bezpośrednio od Zwalistej Turni, a tej – od jej kształtu. Nazewnictwo słowackie, niemieckie i węgierskie zostało nadane na cześć Paula Wesztera, który w 1888 r. wraz ze swymi szwagrami założył miejscowość Tatrzańska Polanka.